# Louis S. Weeks
Louis S. Weeks (1881 - 1971) fue un arquitecto estadounidense. Conocido por haber diseñado a comienzos de los años veinte diversos edificios de centrales telefónicas en Nueva York. Asistió en 1925 a Ignacio de Cárdenas Pastor en el diseño preliminar del Edificio Telefónica de la subsidiaria española de la International Telephone and Telegraph (IT&T) destinada en la Gran Vía. Fue coetáneo del arquitecto Ralph Thomas Walker. Entre sus obras conocidas se tiene el International Telephone Building (75 Broad Street de Nueva York), el Phone Palace (Palatul Telefoanelor) de Bucarest (en colaboración con Walter Froy y Saanen Algi). Fue miembro del American Institute of Architects. 